# Jobos (Guayama)
Jobos es un barrio ubicado en el municipio de Guayama en el estado libre asociado de Puerto Rico. En el Censo de 2010 tenía una población de 8286 habitantes y una densidad poblacional de 192,55 personas por km².

## Geografía
Jobos se encuentra ubicado en las coordenadas 17°57′9″N 66°10′51″O / 17.95250, -66.18083. Según la Oficina del Censo de los Estados Unidos, Jobos tiene una superficie total de 43.03 km², de la cual 30.54 km² corresponden a tierra firme y (29.02%) 12.49 km² es agua.

## Demografía
Según el censo de 2010, había 8286 personas residiendo en Jobos. La densidad de población era de 192,55 hab./km². De los 8286 habitantes, Jobos estaba compuesto por el 59.61% blancos, el 25.94% eran afroamericanos, el 1.27% eran amerindios, el 0.1% eran asiáticos, el 0.05% eran isleños del Pacífico, el 7.42% eran de otras razas y el 5.62% pertenecían a dos o más razas. Del total de la población el 99.19% eran hispanos o latinos de cualquier raza.